# Список премьер-министров Индии

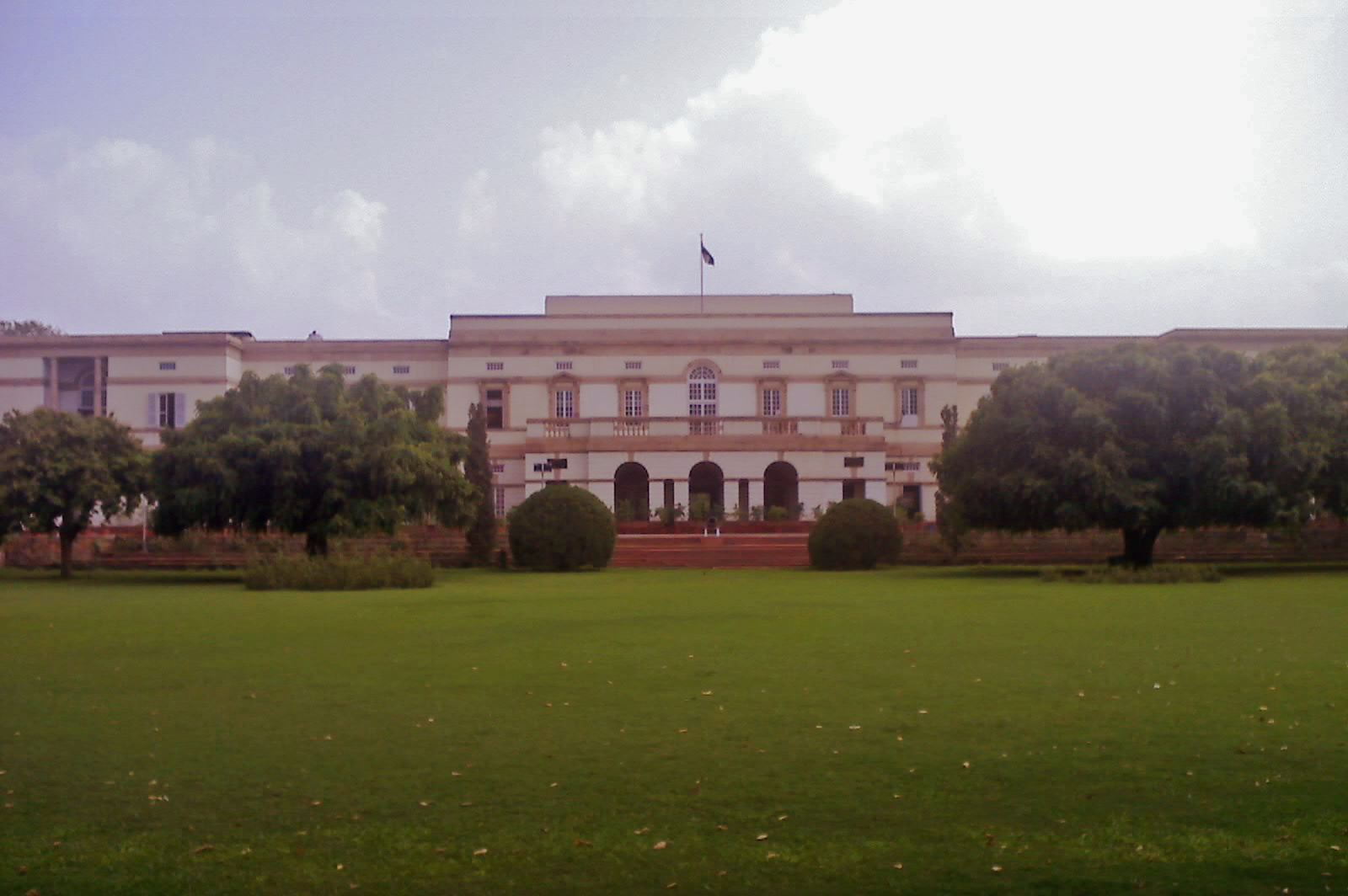
Тин Мурти Бхаван в Нью-Дели, резиденция премьер-министра до 1964 года

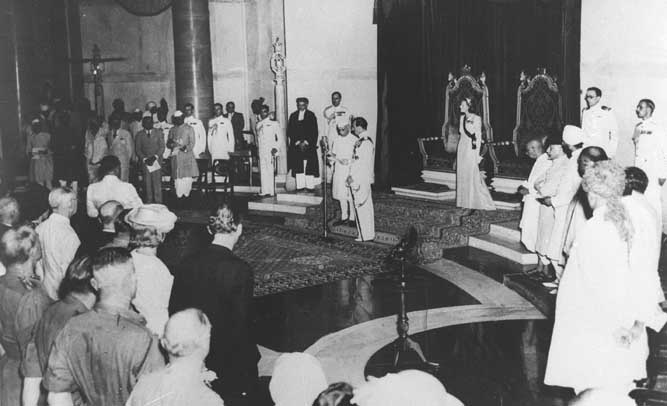
Церемония присяги Джавахарлала Неру 15 августа 1947 года

Список премьер-министров Индии включает в себя руководителей правительства страны, со времени образования первого правительства при предоставлении независимости Индийскому Союзу в 1947 году. В настоящее время премьер-министр Индии (англ.  Prime Minister of India, хинди भारत के प्रधानमंत्री Bhārat kē Pradhānmantrī) — глава Союзного кабинета министров Индии. Назначается Президентом Индии и является главным его советником. Он может быть депутатом любой из двух палат парламента Индии — Лок сабха (палата народа) и Раджья сабха (палата штатов), но должен быть членом политической партии или коалиции, имеющей большинство в Лок сабха. Премьер-министр является старшим членом кабинета министров, он назначает и увольняет его членов, распределяет между ними полномочия и председательствует на его заседаниях. Возглавляемый им Союзный кабинет несёт коллективную ответственность перед Лок сабхой; премьер-министр должен поддерживаться большинством в Лок сабхе и должен уйти в отставку, если не сможет доказать поддержку большинства по инициативе президента.
Применённая в первых столбцах таблицы нумерация является условной. Также условным является использование в первых столбцах цветовой заливки, служащей для упрощения восприятия принадлежности лиц к различным политическим силам без необходимости обращения к столбцу, отражающему партийную принадлежность. В столбце «Выборы» отражены состоявшиеся выборные процедуры, сформировавшие состав парламента, поддержавший правительство. Имена персон в списке последовательно приведены на языках согласно их национального происхождения, являющихся в стране государственными; для политико-исторических терминов приводится их написание и на английском языке.

## Индийский Союз (1947—1950)
После принятия Британским парламентом 15 августа 1947 года Акта о независимости Индии Британская Индия была разделена на Индийский Союз и доминион Пакистан. Главой Индийского союза являлся король Великобритании, представленный генерал-губернатором Индии (который утратил титул вице-короля). В сфере государственной власти монарх не обладал верховными полномочиями, правовые ограничения на его власть были закреплены в Акте о независимости, сохранившем в Индии положения Вестминстерского статута. Правительство было образовано большинством из числа депутатов Центральной Законодательной Ассамблеи (нижней палаты парламента Британской Индии), представлявших избирательные округа, вошедшие в Индийский Союз, с формальным назначением номинированных парламентариями министров генерал-губернатором.
|        | Портрет | Имя (годы жизни)                              | Полномочия      | Полномочия     | Партия                                                                                     | Выборы | Кабинет  | Пр.                     |
| Начало | Портрет | Имя (годы жизни)                              | Окончание       |                | Партия                                                                                     | Выборы | Кабинет  | Пр.                     |
| ------ | ------- | --------------------------------------------- | --------------- | -------------- | ------------------------------------------------------------------------------------------ | ------ | -------- | ----------------------- |
| 1 (I)  |         | Джавахарлал Неру (1889—1964) хинди जवाहरलाल नेहरू | 15 августа 1947 | 26 января 1950 | Индийский национальный конгресс в коалиции с Федерацией установленных каст и Пантхик парти | 1945   | Неру (I) | [ 6 ] [ 7 ] [ 8 ] [ 9 ] |

## Республика Индия (с 1950)
С принятием Учредительным собранием 26 ноября 1949 года Конституции Индии и её вступлением в силу 26 января 1950 года Индийский Союз был преобразован в Республику Индия. Несмотря на лёгкость внесения поправок в текст Конституции, заложенные в неё изначально основы парламентской республики (когда правительство отвечает перед парламентом и формируется из депутатов партий, обладающих в нём большинством голосов, а в случае утраты доверия большинства либо уходит в отставку, либо добивается через президента роспуска парламента и назначения новых выборов), остались неизменны.
|             | Портрет                                           | Имя (годы жизни)                                                         | Полномочия      | Полномочия | Партия | Выборы         | Кабинет        | Пр.                                |
| Начало      | Портрет                                           | Имя (годы жизни)                                                         | Окончание       | | Партия | Выборы         | Кабинет        | Пр.                                |
| ----------- | ------------------------------------------------- | ------------------------------------------------------------------------ | --------------- | --- | --- | -------------- | -------------- | ---------------------------------- |
| 1 (I—IV)    |                                                   | Джавахарлал Неру (1889—1964) хинди जवाहरलाल नेहरू                            | 26 января 1950  | 15 апреля 1952 | Индийский национальный конгресс в коалиции с Федерацией установленных каст и Пантхик парти | (1945)         | Неру (I)       | [ 6 ] [ 7 ] [ 9 ] [ 11 ]           |
| 1 (I—IV)    | 15 апреля 1952                                    | Джавахарлал Неру (1889—1964) хинди जवाहरलाल नेहरू                            | 4 апреля 1957   | Индийский национальный конгресс | 1951—52 | Неру (II)      |                | [ 6 ] [ 7 ] [ 9 ] [ 11 ]           |
| 1 (I—IV)    | 4 апреля 1957                                     | Джавахарлал Неру (1889—1964) хинди जवाहरलाल नेहरू                            | 2 апреля 1962   | Индийский национальный конгресс | 1957 | Неру (III)     |                | [ 6 ] [ 7 ] [ 9 ] [ 11 ]           |
| 1 (I—IV)    | 2 апреля 1962                                     | Джавахарлал Неру (1889—1964) хинди जवाहरलाल नेहरू                            | 27 мая 1964     | Индийский национальный конгресс | 1962 | Неру (IV)      |                | [ 6 ] [ 7 ] [ 9 ] [ 11 ]           |
| 2 (I)       |                                                   | Гулзарилал Нанда (1898—1998) хинди गुलजारीलाल नन्दा                            | 27 мая 1964     | Индийский национальный конгресс | 1962 | 9 июня 1964    | Нанда (I)      | [ 12 ] [ 13 ] [ 14 ] [ 15 ]        |
| 3           |                                                   | Лал Бахадур Шастри (1904—1966) хинди लाल बहादुर शास्त्री                        | 9 июня 1964     | Индийский национальный конгресс | 1962 | 11 января 1966 | Шастри         | [ 16 ] [ 17 ] [ 18 ] [ 19 ]        |
| 2 (II)      |                                                   | Гулзарилал Нанда (1898—1998) хинди गुलजारीलाल नन्दा                            | 11 января 1966  | Индийский национальный конгресс | 1962 | 24 января 1966 | Нанда (II)     | [ 12 ] [ 13 ] [ 14 ] [ 15 ]        |
| 4 (I—II)    |                                                   | Индира Приядаршини Ганди (1917—1984) хинди इन्दिरा प्रियदर्शिनी गान्धी              | 24 января 1966  | Индийский национальный конгресс | 1962 | 16 марта 1971  | И. Ганди (I)   | [ 20 ] [ 21 ] [ 22 ] [ 23 ]        |
| 4 (I—II)    | Индийский национальный конгресс 1969—1971 ИНК (Р) | Индира Приядаршини Ганди (1917—1984) хинди इन्दिरा प्रियदर्शिनी गान्धी              | 24 января 1966  | 1967 | | 16 марта 1971  | И. Ганди (I)   | [ 20 ] [ 21 ] [ 22 ] [ 23 ]        |
| 4 (I—II)    | 16 марта 1971                                     | Индира Приядаршини Ганди (1917—1984) хинди इन्दिरा प्रियदर्शिनी गान्धी              | 24 марта 1977   | Индийский национальный конгресс | 1971 | И. Ганди (II)  |                | [ 20 ] [ 21 ] [ 22 ] [ 23 ]        |
| 5           |                                                   | Морарджи Ранчходжи Десаи (1896—1995) гудж. મોરારજી રણછોડજી દેસાઈ                | 24 марта 1977   | 28 июля 1979 | Джаната парти | 1977           | Десаи          | [ 24 ] [ 25 ] [ 26 ] [ 27 ]        |
| 6           |                                                   | Чоудхари Чаран Сингх (1902—1987) хинди चौधरी चरण सिंह                        | 28 июля 1979    | 14 января 1980 | Джаната парти (светская) | 1977           | Ч. Сингх       | [ 28 ] [ 29 ] [ 30 ] [ 31 ]        |
| 4 (III)     |                                                   | Индира Приядаршини Ганди (1917—1984) хинди इन्दिरा प्रियदर्शिनी गान्धी              | 14 января 1980  | 31 октября 1984 | Индийский национальный конгресс 1978—1981 ИНК (И) | 1980           | И. Ганди (III) | [ 20 ] [ 21 ] [ 22 ] [ 23 ]        |
| 7           |                                                   | Раджив Ганди (1944—1991) хинди राजीव गाँधी                                    | 31 октября 1984 | 2 декабря 1989 | Индийский национальный конгресс 1978—1981 ИНК (И) | 1980           | Р. Ганди       | [ 32 ] [ 33 ] [ 34 ] [ 35 ]        |
| 7           | 1984                                              | Раджив Ганди (1944—1991) хинди राजीव गाँधी                                    | 31 октября 1984 | 2 декабря 1989 | Индийский национальный конгресс 1978—1981 ИНК (И) |                | Р. Ганди       | [ 32 ] [ 33 ] [ 34 ] [ 35 ]        |
| 8           |                                                   | Вишванат Пратап Сингх (1931—2008) хинди विश्वनाथ प्रताप सिंह                    | 2 декабря 1989  | 10 ноября 1990 | Джаната дал в коалиции с партиями Телугу десам парти, Асом гана паришад и Дравида муннетра кажагам | 1989           | В. Сингх       | [ 36 ] [ 37 ] [ 38 ] [ 39 ]        |
| 9           |                                                   | Чандра Шекхар Сингх (1927—2007) хинди चंद्र शेखर सिंह                         | 10 ноября 1990  | 21 июня 1991 | Социалистическая Джаната парти (национальная) в коалиции с Джаната парти | 1989           | Шекхар         | [ 40 ] [ 41 ] [ 42 ] [ 43 ]        |
| 10          |                                                   | Памулапарти Венката Нарасимха Рао (1921—2004) телугу పాములపర్తి వెంకట నరసింహ రావు  | 21 июня 1991    | 16 мая 1996 | Индийский национальный конгресс | 1991           | Рао            | [ 44 ] [ 45 ] [ 46 ] [ 47 ]        |
| 11 (I)      |                                                   | Атал Бихари Ваджпаи (1924—2018) хинди अटल बिहारी वाजपेयी                       | 16 мая 1996     | 1 июня 1996 | Бхаратия джаната парти | 1996           | Ваджпаи (I)    | [ 48 ] [ 49 ] [ 50 ] [ 51 ] [ 52 ] |
| 12          |                                                   | Хараданахалли Доддеговда Деве Говда (род. 1933) канн. ಹರದನಹಳ್ಳಿ ದೊಡ್ಡೇಗೌಡ ದೇವೇಗೌಡ | 1 июня 1996     | 21 апреля 1997 | Джаната дал в коалиции с партиями Тамил маанила конгресс, Дравида муннетра кажагам, Самаджвади парти и Коммунистической партией Индии | 1996           | Говда          | [ 53 ] [ 54 ] [ 55 ] [ 56 ]        |
| 13          |                                                   | Индер Кумар Гуджрал (1919—2012) хинди इन्द्र कुमार गुजराल                      | 21 апреля 1997  | 19 марта 1998 | Джаната дал в коалиции с партиями Тамил маанила конгресс, Дравида муннетра кажагам, Самаджвади парти, Асом гана паришад, Коммунистической партией Индии, Коммунистической партией Индии (марксистской) и Национальной конференцией Джамму и Кашмира | 1996           | Гуджрал        | [ 57 ] [ 58 ] [ 59 ] [ 60 ]        |
| 11 (II—III) |                                                   | Атал Бихари Ваджпаи (1924—2018) хинди अटल बिहारी वाजपेयी                       | 19 марта 1998   | 13 октября 1999 | Бхаратия джаната парти в коалиции с партиями Широмани акали дал, Самта парти, Лок шакти, Тамизага раджив конгресс, Тамизага раджив конгресс, Биджу джаната дал, Шив сена и Всеиндийской федерацией дравидского прогресса имени Аннадураи            | 1998           | Ваджпаи (II)   | [ 48 ] [ 49 ] [ 50 ] [ 51 ] [ 52 ] |
| 11 (II—III) | 13 октября 1999                                   | Атал Бихари Ваджпаи (1924—2018) хинди अटल बिहारी वाजपेयी                       | 22 мая 2004     | Бхаратия джаната парти в коалиции с партиями Самта парти, Джаната дал (объединённой), Шив сена, Лок джаншакти парти, Дравида муннетра кажагам и Всеиндийским конгрессом Тринамул | 1999 | Ваджпаи (III)  |                | [ 48 ] [ 49 ] [ 50 ] [ 51 ] [ 52 ] |
| 14 (I—II)   |                                                   | Манмохан Сингх (1932—2024) в.-пандж. ਮਨਮੋਹਨ ਸਿੰਘ                            | 22 мая 2004     | 22 мая 2009 | Индийский национальный конгресс в коалиции с партиями Дравида муннетра кажагам, Раштрия джаната дал, Лок джаншакти парти и Паттали маккал катчи | 2004           | М. Сингх (I)   | [ 61 ] [ 62 ] [ 63 ] [ 64 ] [ 65 ] |
| 14 (I—II)   | 22 мая 2009                                       | Манмохан Сингх (1932—2024) в.-пандж. ਮਨਮੋਹਨ ਸਿੰਘ                            | 26 мая 2014     | Индийский национальный конгресс в коалиции с партией Раштрия лок дал и Партией националистического конгресса                                                                     | 2009 | М. Сингх (II)  |                | [ 61 ] [ 62 ] [ 63 ] [ 64 ] [ 65 ] |
| 15 (I—III)  |                                                   | Нарендра Дамодардас Моди (род. 1950) гудж. નરેંદ્ર દામોદરદાસ મોદી                | 26 мая 2014     | 30 мая 2019 | Бхаратия джаната парти в коалиции с партиями Лок джаншакти парти, Шив сена, Широмани акали дал и, до 8 марта 2018 года, с Телугу десам парти | 2014           | Моди (I)       | [ 66 ] [ 67 ] [ 68 ] [ 69 ] [ 70 ] |
| 15 (I—III)  | 30 мая 2019                                       | Нарендра Дамодардас Моди (род. 1950) гудж. નરેંદ્ર દામોદરદાસ મોદી                | 26 мая 2024     | Бхаратия джаната парти в коалиции с партиями Лок джаншакти парти, Шив сена и Широмани акали дал                                                                                  | 2019 | Моди (II)      |                | [ 66 ] [ 67 ] [ 68 ] [ 69 ] [ 70 ] |
| 15 (I—III)  | 26 мая 2024                                       | Нарендра Дамодардас Моди (род. 1950) гудж. નરેંદ્ર દામોદરદાસ મોદી                | действующий     | Бхаратия джаната парти в коалиции с партиями Телугу десам парти, Джаната Дал (объединённая), Шив сена и Лок джаншакти парти                                                      | 2024 | Моди (III)     |                | [ 66 ] [ 67 ] [ 68 ] [ 69 ] [ 70 ] |